# قارب النساء إلى غزة
كانت مبادرة قارب النساء إلى غزة (WBG) مبادرة أطلقها تحالف أسطول الحرية في عام 2016 لتحدي الحصار البحري الإسرائيلي على قطاع غزة. تألفت مجموعة مبادرة قارب النساء إلى غزة من طاقم نسائي بالكامل وسفينة واحدة، زيتونة-أوليفا. بدأ من برشلونة في 14 سبتمبر 2016 وزار أجاكسيو وكورسيكا ومسينة، صقلية على طول الطريق. في 5 أكتوبر 2016، اعترضت البحرية الإسرائيلية قارب النساء إلى غزة واحتجزت طاقمها، الذين تم نقلهم إلى ميناء أشدود الإسرائيلي. تم بعد ذلك ترحيل النشطاء إلى بلدانهم الأصلية.

## أهداف وغايات
أطلق ائتلاف أسطول الحرية قارب النساء إلى غزة للتوعية بدور المرأة في دفع النضال الفلسطيني في الأراضي الفلسطينية والشتات. كما دعم قارب النساء إلى غزة أهداف حملة المقاطعة وسحب الاستثمارات وفرض العقوبات:
1. إنهاء احتلالها واستعمارها لكافة الأراضي العربية وتفكيك الجدار.
2. الاعتراف بالحقوق الأساسية للمواطنين العرب الفلسطينيين في إسرائيل في المساواة الكاملة؛ و
3. احترام وحماية وتعزيز حقوق اللاجئين الفلسطينيين في العودة إلى ديارهم وممتلكاتهم على النحو المنصوص عليه في قرار الأمم المتحدة رقم 194.[6]

## مشاركون
شارك في برنامج «قارب النساء إلى غزة» 26 مشاركاً. تم تقسيم الرحلة إلى ثلاث مراحل: برشلونة إلى أجاكسيو، أجاكسيو إلى مسينة، ومسينة إلى غزة. كان طاقم كل ساق مكون من ثلاثة عشر متطوعًا مع عدة أعضاء بالتناوب في مراحل مختلفة من الرحلة.
| حالة             | شخصية                | حالة                                                          |
| ---------------- | -------------------- | ------------------------------------------------------------- |
| Sweden           | مالين بيورك          | عضو البرلمان الأوروبي عن حزب اليسار السويدي.                  |
| Israel           | يهوديت باربرا إيلاني | مصور فريلانسر.                                                |
| Chile            | بولينا دي لوس رييس   | أكاديمي، جامعة ستوكهولم.                                      |
| Malaysia         | فوزية حسن            | الطبيب المعالج.                                               |
| Australia        | مادلين حبيب          | ناشط وبحار.                                                   |
| Spain            | روزانا باستور        | ممثلة ومخرجة / ناشطة وسياسية.                                 |
| United States    | آن رايت              | قائد قارب، عقيد متقاعد في جيش الولايات المتحدة ودبلوماسي.     |
| Spain            | لوسيا مونيوز لوسينا  | صحفي تيليسور.                                                 |
| Spain            | جلدية أبو بكر        | ناشط.                                                         |
| Canada           | ويندي جولدسميث       | الأخصائي الاجتماعي وقائد القارب.                              |
| Norway           | سين صوفي ريكستين     | الطالب وطاقم العمل.                                           |
| Sweden           | إيما رينكفيست        | مدرس موسيقى وطاقم.                                            |
| United States    | كيت كيتريدج          | ناشط سلام.                                                    |
| United States    | ليزا جاي هاميلتون    | ممثلة.                                                        |
| Algeria          | خديجة بن قنة         | صحفي الجزيرة.                                                 |
| Tunisia          | لطيفة حباشي          | محامي وسياسي تونسي وعضو مجلس نواب الشعب.                      |
| Egypt            | حياة اليماني         | الجزيرة مباشر الأمة صحفي.                                     |
| Malaysia         | نورشام بنت أبو بكر   | مدير الخدمات المساندة في مستشفى النور التخصصي.                |
| Northern Ireland | ميريد ماجواير        | ناشط سلام وحائز على جائزة نوبل للسلام.                        |
| New Zealand      | ماراما ديفيدسون      | عضو مجلس النواب الخضر، ناشط بيئي، وناشط في مجال حقوق الإنسان. |
| Sweden           | جانيت اسكانيلا       | عضو البرلمان السويدي اليساري.                                 |
| Algeria          | سميرة دويفية         | عضو المجلس الشعبي الوطني الجزائري.                            |
| South Africa     | لي آن نايدو          | لاعب الكرة الطائرة الشاطئية.                                  |
| Russia           | هدى رخمه             | مصورة الجزيرة ومحررة.                                         |
| United Kingdom   | مينا حربالو          | صحفي الجزيرة.                                                 |
| Spain            | ساندرا باريلارو      | مصور فوتوغرافي.                                               |

## السفن
كانت سفينة الزيتونة - أوليفا هي السفينة الوحيدة في رحلة النساء إلى غزة. تم تسمية أوليفا على اسم قارب حماية مدني أبحر فيه الصحفي الإيطالي فيتوريو أريجوني قبل مقتله على يد جماعة فلسطينية مسلحة في غزة في عام 2011. كان من المقرر أصلاً المشاركة في سفينة ثانية تسمى أمل الأمل لكنها انسحبت لاحقًا.

## شركاء المنظمة
تضمنت المنظمات والحملات المشاركة في قارب النساء إلى غزة السفينة السويدية إلى غزة، السفينة النرويجية إلى غزة، القارب الكندي إلى غزة، أسطول الحرية الإيطالي، تحالف جنوب إفريقيا للتضامن الفلسطيني، رومبو غزة الإسبانية، اللجنة الدولية لكسر حصار غزة، القارب الأمريكي إلى غزة، كيا أورا غزة النيوزيلندية، وحرة غزة أستراليا.

## أنظر أيضا
- أسطول حرية غزة
- أسطول الحرية III